# Gregory Sedoc

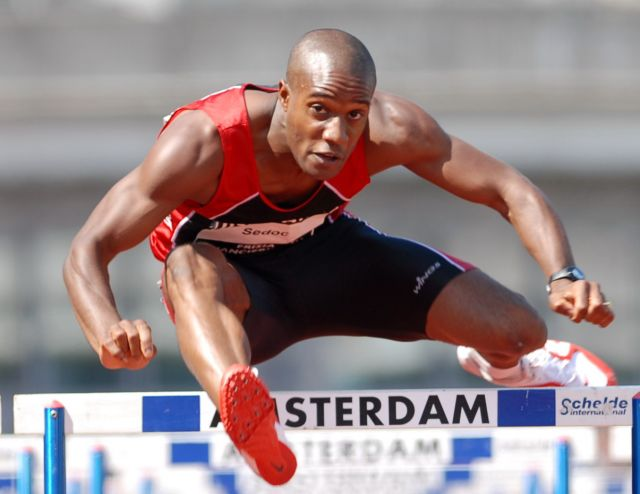
Gregory Sedoc bei der niederländischen Meisterschaft 2007

Gregory Sedoc (* 16. Oktober 1981 in Amsterdam) ist ein niederländischer Hürdenläufer, der sich auf die 110-Meter-Distanz spezialisiert hat.

## Leben
Bei den Leichtathletik-Europameisterschaften 2002 in München und bei den Leichtathletik-Weltmeisterschaften 2003 in Paris/Saint-Denis erreichte er jeweils das Halbfinale und bei den Olympischen Spielen 2004 in Athen das Viertelfinale.
Bei den Weltmeisterschaften 2005 in Helsinki schied er im Vorlauf aus, bei den Europameisterschaften 2006 in Göteborg wurde er im Halbfinale disqualifiziert.
2007 gewann er bei den Leichtathletik-Halleneuropameisterschaften in Birmingham Gold über 60 m Hürden und kam bei den Weltmeisterschaften in Osaka ins Halbfinale. Ebenfalls die Vorschlussrunde erreichte er bei den Olympischen Spielen 2008 in Peking. 2009 folgte einer Silbermedaille über 60 m Hürden bei den Halleneuropameisterschaften in Turin ein weiteres Halbfinal-Aus bei den Weltmeisterschaften in Berlin. Bei den Europameisterschaften 2010 kam er nicht über den Vorlauf hinaus.
2011 wurde er für ein Jahr gesperrt, weil er innerhalb von 18 Monaten dreimal nicht für Dopingkontrollen verfügbar war.
Bislang wurde er im Freien fünfmal nationaler Meister über 110 m Hürden (2002, 2003, 2005, 2007, 2009) und einmal im Weitsprung (2006), in der Halle sechsmal über 60 m Hürden (2003, 2004, 2006, 2007, 2009, 2010).
Gregory Sedoc ist 1,79 m groß und wiegt 74 kg. Er wird von Ulli Knapp und Marita van Zwol trainiert und startet für den AAC Amsterdam. Als Sportsoldat bekleidet er im Niederländischen Heer den Rang eines Sergeants.

## Persönliche Bestleistungen
- 50 m Hürden (Halle): 6,52 s, 10. Februar 2009, Liévin
- 60 m Hürden (Halle): 7,52 s, 7. Februar 2009, Stuttgart
- 100 m: 10,41 s, 23. Mai 2009, Hoorn
- 110 m Hürden: 13,37 s, 26. Mai 2007, Hengelo
- Weitsprung: 7,82 m, 4. September 2005, Hilversum